# Serge Evdokimoff
Serge Evdokimoff (né le 19 mars 1957) est un ancien joueur et entraîneur français de hockey sur glace.

## Carrière
Il porte les couleurs de l'équipe de France entre 1975 et 1981
En 1985, il est derrière le banc des Dragons de Rouen qui finit à la première place de la division 1 française et accède à l'Élite. Il est l'entraîneur pour la première saison des Dragons dans la grande ligue mais est limogé au cours de la deuxième saison dans l'élite. Il est victime d'un mauvais climat et est remplacé par le duo Luc Tardif - Jean Savard. Les Dragons finissent alors à la neuvième place sur dix.
En 1996, il occupe le poste d'entraîneur-joueur pour deux saisons pour les Français Volants en division I et en 1998, il écrit en collaboration avec Richard Roussel, un livre sur le hockey sur glace pour les plus jeunes.